# Euphorbia resinifera
Euphorbia resinifera — вид рослин із родини холодкових (Asparagaceae).

## Біоморфологічна характеристика

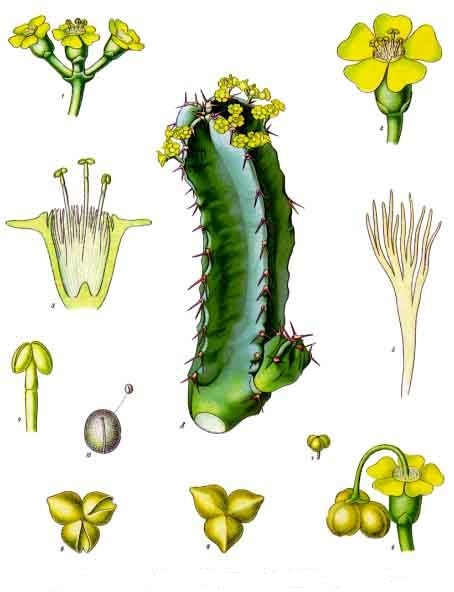

Це сукулентний чагарник. Утворює напівсферичні, щільно упаковані подушкоподібні колонії, які досягають висоти від 40 до 50 см при діаметрі від 2 до 3 метрів. Осі пагонів розгалужені від основи, забарвлені від зеленого до сіро-зеленого кольору, мають діаметр від 2 до 4 см. Вони квадратні, з чотирма злегка зміщеними зубчастими ребрами. Колючі зуби (виступи) на ребрах від трикутних до яйцюватих, на відстані від 5 до 10 мм один від одного, вони несуть парні шипи каштанового кольору (інтерпретуються як трансформовані прилистки) довжиною від 5 до 10 мм. Зачаткові листки, що виникають біля основи хребта, незабаром опадають. Суцвіття з'являються на верхівці пагона, вони складаються з трьох циатій (характерних псевдоквіток родини молочайних), з яких дві бічні двостатеві, а центральна чоловіча. Чашоподібна оцвітина приквітків має діаметр ≈ 2.5 мм. П'ять-шість жовтих нектарних залоз мають форму еліпса або серця. Плід-коробочка при дозріванні має жовтуватий колір.

## Середовище проживання
Ендемік Марокко.